# Poliadenilación
La poliadenilación es la adición de una cola de poli(A) a un ARN mensajero. La cola de poli(A) consiste en múltiples adenosín monofosfatos; en otras palabras, es un trozo de ARN formado solo de bases adenina. En eucariotas, la poliadenilación es parte del proceso que produce el ARN mensajero maduro (ARNm) para su traducción. Por lo tanto, forma parte del proceso de expresión génica.
El proceso de poliadenilación comienza cuando termina la transcripción de un gen. El segmento 3' del pre-ARNm recién hecho es primero cortado por un conjunto de proteínas; estas proteínas luego sintetizan la cola de poli(A) en el extremo 3'. En algunos genes, estas proteínas pueden añadir la cola de poli(A) en cualquiera de varios sitios posibles. Por lo tanto, la poliadenilación puede producir más de un transcrito a partir de un solo gen (poliadenilación alternativa), de manera similar al splicing alternativo.
La cola de poli(a) es importante para la exportación nuclear y la estabilidad del ARNm. La cola es acortada a lo largo del tiempo, y cuando es demasiado corta, el ARNm es enzimáticamente degradado. Sin embargo, en algunos tipos de células, el ARNm con colas poli(A) cortas es guardado para su posterior activación mediante una re-poliadenilación en el citosol. En contraste, cuando la poliadenilación ocurre en las bacterias, ésta promueve la degradación del ARN. Este es también el caso de algunas moléculas de ARN no codificante en eucariotas.